# Gérard Thibault
Pour les articles homonymes, voir Thibault.
Ne doit pas être confondu avec Gérard Thibeault.
Gérard Thibault est un agent artistique et restaurateur québécois, né le 21 avril 1917 à Armagh dans le comté de Bellechasse au Québec et décédé le 3 septembre 2003 à l'âge de 86 ans.

## Biographie
Gérard Thibault fait partie d'une famille de onze enfants. En 1934 il reçoit un brevet d'enseignement de l'École normale Laval. Il préfère cependant continuer à travailler comme garçon de table au restaurant L'Aigle canadien, rue Saint-Nicolas, à Québec, un emploi plus rémunérateur que celui d'enseignant. En 1938, il ouvre, avec ses frères Émile, Paul et Jean, rue Saint-Nicolas, un premier restaurant : le café Chez Gérard, qui attirera une clientèle si nombreuse qu'il se verra rapidement obligé d'agrandir son établissement.

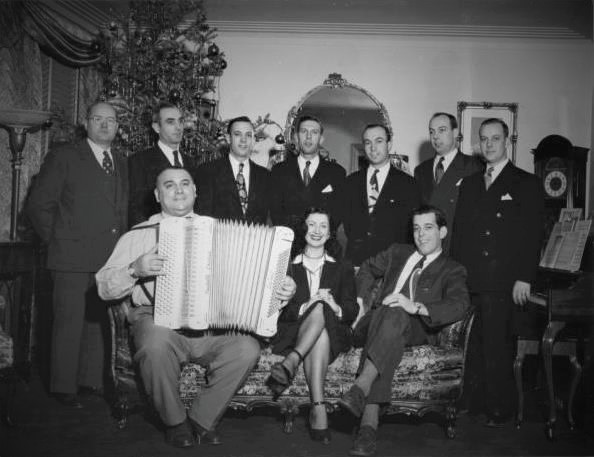
Frédo Gardoni, Michèle Sandry et Saint-Georges Côte avec les sept frères Thibault : Jules, Émile, Paul, Henri, Gérard, Jean, Joseph, en 1948.

Gérard Thibault ouvre le 6 novembre 1948 le restaurant alors appelé Chez Gérard - Soda Fountain, face à la gare, rue Saint-Paul, et engage des musiciens pour créer une ambiance. L'atmosphère du café-concert parisien, du cabaret, nait le 6 novembre 1948 avec l'engagement de l'accordéoniste Frédo Gardoni, la chanteuse Michèle Sandry et l'animateur de radio, Saint-Georges Côté. Le lieu devient une boîte à chansons prisée dès janvier 1949 sous l'impulsion de Charles Trenet qui offre de s'y produire pour un cachet dérisoire après une visite inattendue. Il lui composera même la chanson Chez Gérard.
Gérard Thibault acquiert et dirige d'autres établissements : Chez Émile (de 1942 à 1964), À la Porte Saint-Jean (de 1951 à 1967), À la Page blanche (de 1958 à 1965), La Boîte aux chansons (de 1960 à 1964) et La Brasserie Jean-Talon (ouvert en 1970 jusqu'au 1er février 1978 lors d'un incendie). Plusieurs autres établissements furent ouverts par Thibault, seul, avec des associés ou il s'associa comme le Café Chez Paul, la première discothèque de Québec, La Madrague, la discothèque La Licorne, la discothèque La Chasse-Galerie, la discothèque La Mousse Spathèque, la discothèque Le Sexy, la discothèque Le Temple, l'hôtel Jean-Talon, le restaurant Chez Paul, le restaurant Le Bistro. 
Pour maintenir la qualité et assurer la rentabilité des spectacles présentés dans ses cabarets alors que les coûts augmentent, Gérard Thibault forme, avec Jacques Lorain en 1960, une compagnie du nom de Jacques-Gérard Productions inc. Il loue alors des salles à Montréal et en province pour pouvoir signer des contrats à long terme avec les vedettes.

## Honneurs
- 1962 - Médaille de la Ville de Paris, en reconnaissance de son apport au rayonnement de la culture française au Canada[7]
- 1993 - Membre de l'Académie des Grands Québécois
- 1996 - Chevalier de l'Ordre national du Québec[8]
- 1999 - Médaille de la Ville de Québec

## Sources
1. ↑  patrimoine-culturel.gouv.qc.ca
2. ↑  « Ouverture du cabaret Chez Gérard, à Québec », sur Bilan du siècle - Université de Sherbrooke
3. ↑  Charles Trenet Chez Gérard
4. ↑  erudit.org
5. ↑  Bibliothèque et Archives nationales du Québec, « Pistard - Description - P709 Fonds Gérard Thibault », sur pistard.banq.qc.ca (consulté le 9 février 2018)
6. ↑  Chez Gérard, la petite scène des grandes vedettes, p. 412
7. ↑  ledevoir.com
8. ↑  ordre-national.gouv.qc.ca
9. ↑  Bibliothèque et Archives nationales du Québec, « Bibliothèque et Archives nationales du Québec - Fonds Gérard Thibault (P709) » (consulté le 10 février 2014)